# 逢沢一郎
逢沢 一郎（あいさわ いちろう、1954年〈昭和29年〉6月10日 - ）は、日本の政治家。自由民主党所属の衆議院議員（13期）。党総務会長代行・総裁選挙管理委員長。
自民党国会対策委員長（第51代）、自民党総裁特別補佐、自民党幹事長代理、衆議院議院運営委員長（第67・76代）、衆議院予算委員長等を歴任。
松下政経塾出身者では初の国会議員であり、また初めて政務次官に就任した人物である。
祖父の逢沢寛、父の逢沢英雄も衆議院議員を務めた。

## 来歴

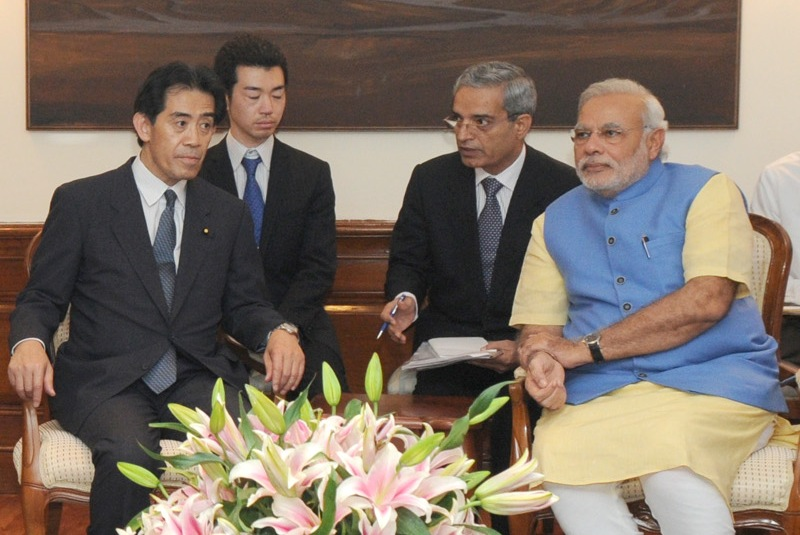
インドのモディ首相と会談する逢沢（左）

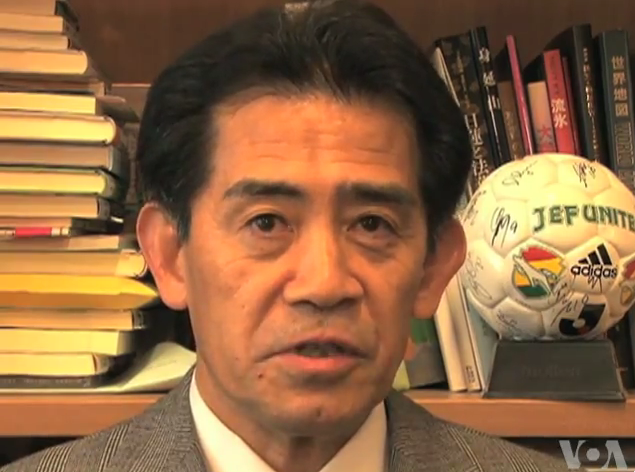
2012年

岡山県御津郡御津町（現・岡山市北区）生まれ。岡山大学教育学部附属中学校、慶應義塾志木高等学校、慶應義塾大学工学部（現・理工学部）管理工学科を卒業。
1980年、松下幸之助が設立した松下政経塾に入塾（第1期生）。1985年卒塾。第95代内閣総理大臣の野田佳彦は同期生。
1986年、第38回衆議院議員総選挙に自由民主党公認で旧岡山1区から出馬し、初当選。以後、11期連続当選（当選同期に石破茂、武部勤、村上誠一郎、渡海紀三朗、金子一義、三原朝彦、中山成彬、中山太郎、前田武志など）。
1992年、宮澤改造内閣で通商産業政務次官に任命され、松下政経塾出身者の中で初めて政務次官に就任した。
小選挙区比例代表並立制導入後初めて実施された1996年の第41回衆議院議員総選挙では岡山1区から自民党公認（新党さきがけ推薦）で立候補し、新進党現職の元郵政大臣・日笠勝之を破り4選。1997年、衆議院外務委員長に就任。
2003年、第1次小泉再改造内閣で外務副大臣に任命され、第3次小泉内閣まで務める。
外務副大臣在職中に第43回・第44回の2度の衆議院議員総選挙が行われたが、いずれも岡山1区で菅源太郎（菅直人民主党衆議院議員の長男）を破り当選。
2005年に自民党幹事長代理に就任。
2006年、安倍内閣発足に伴い衆議院議院運営委員長に就任。
2007年には衆議院予算委員長に就任した。
2009年の第45回衆議院議員総選挙では、岡山1区で民主党の高井崇志の猛追を受けるが、高井を4077票差で破り、8選（高井も重複立候補していた比例中国ブロックで復活。これは岡山1区で次点以下の候補者が初めて当選した例である）。
2010年9月、自民党国会対策委員長に就任。
2011年9月に国対委員長を退任し、自民党総裁特別補佐に就任。
2012年9月に谷垣禎一の自民党総裁退任に伴い、自民党総裁特別補佐を退任。同年10月に宏池会を脱退し、谷垣による勉強会「有隣会」に参加。同年12月、第46回衆議院議員総選挙で9選。
2013年10月15日、2度目の衆議院議院運営委員長に就任。
2014年、第47回衆議院議員総選挙で10選。選挙後、衆議院国家基本政策委員長に就任。
2015年、自由民主党一億総活躍推進本部長に就任。
2017年、第48回衆議院議員総選挙で11選。
2021年、第49回衆議院議員総選挙で12選。
2024年3月、自由民主党党紀委員長に就任。同年8月、党総裁選挙管理委員長に就任。9月執行の総裁選では1回目、決選投票ともに石破茂に投じた。
同年10月、第50回衆議院議員総選挙で13選。

## 政策・主張

### 憲法
- 憲法改正について、2021年のアンケートで「賛成」と回答[14]。

- 憲法9条への自衛隊の明記について、2021年のアンケートで「賛成」と回答[15]。

- 改正すべき項目として「自衛隊の保持を明記する」「環境権に関する条項を新設する」「家族の尊重や家族間の相互扶助に関する条項を新設する」「各都道府県から必ず1人は参議院議員を選出するよう明記する」「財政の健全性に関する条項を新設する」「緊急事態に関する条項を新設する」と主張[14]。

- 憲法を改正し緊急事態条項を設けることについて、2021年の毎日新聞社のアンケートで「賛成」と回答[16]。

### 外交・安全保障
- 「他国からの攻撃が予想される場合には敵基地攻撃もためらうべきではない」との問題提起に対し、2021年のアンケートで「どちらかといえば賛成」と回答[14]。

- 「北朝鮮に対しては対話よりも圧力を優先すべきだ」との問題提起に対し、2021年のアンケートで「どちらかといえば賛成」と回答[14]。

- 普天間基地の辺野古移設について、2021年のアンケートで「賛成」と回答[14]。

- 徴用工訴訟などの歴史問題をめぐる日韓の関係悪化についてどう考えるかとの問いに対し、2021年の毎日新聞社のアンケートで「政府の今の外交方針でよい」と回答[16]。

### ジェンダー
- 選択的夫婦別姓制度の導入について、2021年のアンケートで「反対」と回答[14]。

- 民主党の2010年の民法改正案に対して、「選択的夫婦別姓制度を盛り込んだ民法改正反対に関する請願」を提出して反対した[17]。

- 同性婚を可能とする法改正について、2021年のアンケートで「賛成」と回答[14]。

- 「LGBTなど性的少数者をめぐる理解増進法案を早期に成立させるべきか」との問題提起に対し、2021年のアンケートで「賛成」と回答[14]。

- クオータ制の導入について、2021年のアンケートで「どちらかといえば反対」と回答[15]。

### その他
- 「原子力発電への依存度について今後どうするべきか」との問題提起に対し、2021年のアンケートで「現状を維持すべき」と回答[15]。

- 新型コロナウイルス対策として、消費税率の一時的な引き下げは「必要でない」と回答[15]。

- 森友学園への国有地売却をめぐる公文書改竄問題で、2021年5月6日、国は「赤木ファイル」の存在を初めて認めた[18]。しかし5月13日、菅義偉首相はファイルの存在を踏まえた再調査を行わない考えを報道各社に書面で示した[19]。9月の自民党総裁選挙で総裁に選出された岸田文雄も10月11日、衆議院本会議の代表質問で再調査の実施を否定した[20]。国の対応をどう考えるかとの同年の毎日新聞社のアンケートに対し「さらに調査や説明をすべきだ」と回答[16]。

## 人物

### 統一教会との関係
- 2018年7月1日、世界平和統一家庭連合（旧統一教会）が、韓鶴子総裁を主賓に迎えて「日本宣教60周年 2018神日本家庭連合 希望前進決意2万人大会」をさいたまスーパーアリーナで開催。同大会に祝電を送った[21]。
- 2018年7月22日、統一教会の関連団体が「復興記念・2018孝情文化ピースフェスティバル in OKAYAMA」を岡山市のジップアリーナ岡山で開催。同イベントに来賓の代表として祝辞を述べた[22][23]。
- 2018年10月25日、統一教会の関連政治団体「国際勝共連合」が創立50周年記念大会をザ・キャピトルホテル 東急で開催。同大会に出席[24][25][26]。
- 2018年12月11日、統一教会系の「世界日報」に逢沢のインタビューが掲載された[27][28]。
- 2020年8月22日、統一教会の関連団体は「岡山平和大使議員フォーラム」をANAクラウンプラザホテル岡山で開催。日本統一教会会長の徳野英治が出席した同フォーラムに出席した[29]。
- 2021年6月11日、統一教会の関連団体「天宙平和連合」が創設した世界平和国会議員連合の日本の議員連盟「日本・世界平和議員連合懇談会」の総会が衆議院第一議員会館で開催。逢沢を含む20人の国会議員が出席した[30]。同議連は前年に設立された団体で、初代会長は大野功統だった[31][32]。総会で会長に選出された原田義昭は6月15日、フェイスブックにその旨を記載するとともに、出席議員と国際勝共連合会長の梶栗正義がガッツポーズをする写真を掲載した[30][32]。翌16日、原田は投稿から写真だけ削除した[33]。教団は同年10月の衆院選に立候補した議連参加者を支援し、電話かけなどを熱心に行った[30]。
- 2022年6月13日、「日本・世界平和議員連合懇談会」は総会を開催。逢沢は副会長に就任した。顧問である国際勝共連合会長の梶栗が講演をし、講演の際、統一教会の関連団体「平和政策研究所（IPP）」が発行する「政策情報レポート」が配られた。総会資料のアンケート用紙には、梶栗が会長を務める統一教会の友好団体「世界平和連合」[34]に関する記述があり、「次期参議院選挙の地方区で、世界平和連合の応援を希望する議員がおられればお書き下さい」と書かれてあった[35]。
- 2022年7月から8月にかけて、共同通信社は、全国会議員712人を対象に、統一教会との関わりを尋ねるアンケートを実施。8月31日に各議員の回答の全文を公表した。岸田文雄首相は8月8日の自民党臨時役員会で、統一教会をめぐり「政治家の責任で関係をそれぞれ点検し、適正に見直してもらいたい」と述べ、党所属国会議員全員に通達するよう指示[36]しながらも、自身はアンケートに答えることを拒否した[注 1]。逢沢もアンケートに答えることを拒否した[41][42]。

### その他
- 松下政経塾の第1期生。政経塾出身の代議士第一号であり、1986年の初当選以降、1993年に出身者が大量に国政進出するまでは唯一の国会議員であった。第95代内閣総理大臣の野田佳彦とは同期であり、現在も党派を超えて親しい関係にある[43][44]。
- 自民党内の閣僚未経験者では、当選回数は最多の13回を数える[2]。特に、2024年現在、小選挙区制に移行してから一貫して小選挙区で当選し続けている現職の衆議院議員としては唯一である。内閣発足や改造時に毎回の様に名前は挙がるが、未だに閣僚経験はない。父・祖父共に大臣経験はなく、大臣就任は「逢沢家の悲願」とも言われている[45]。
- 2009年の第45回衆議院議員総選挙後、自民党が長年にわたり使用してきた国会正面側の国会議員控室を明け渡すよう民主党に要求されたが、自民党が正面側控室を継続して使用したい考えを示した（後に明け渡している）[46]。
- 2010年11月29日、参議院本会議場における天皇・皇后が出席した議会開設120年記念式典で最高裁判所長官の竹﨑博允が式辞を読み上げていた際、電源の切り忘れにより携帯電話の着信音を鳴らせた[47]。
- 日中国会議員書画展へ書画を提供している[48]。

## 政治資金問題
- 逢沢が代表を務める同党支部が、2007年までの8年間に、当時の岡山市長や市幹部らが役員を務める同市出資の第三セクターから、7回にわたり計84万円の政治献金を受けていた[49]。資金・人材の両面で自治体と深く結びついた三セクから特定の政党支部への献金は問題がある、との識者の指摘を朝日新聞が報道している[49]。
- 日本共産党の機関紙しんぶん赤旗に、消費者金融業界の政治団体「全国貸金業政治連盟」（全政連）からパーティー券の購入等により資金提供を受けていると報じられた[50]。

## 選挙歴
| 当落 | 選挙                   | 執行日         | 年齢 | 選挙区        | 政党       | 得票数     | 得票率 | 定数 | 得票順位 /候補者数 | 政党内比例順位 /政党当選者数 |
| ---- | ---------------------- | -------------- | ---- | ------------- | ---------- | ---------- | ------ | ---- | ------------------ | ---------------------------- |
| 当   | 第38回衆議院議員総選挙 | 1986年07月06日 | 32   | 旧岡山県第1区 | 自由民主党 | 8万4814票  | 16.60% | 5    | 2/7                | /                            |
| 当   | 第39回衆議院議員総選挙 | 1990年02月18日 | 35   | 旧岡山県第1区 | 自由民主党 | 8万7999票  | 16.60% | 5    | 3/8                | /                            |
| 当   | 第40回衆議院議員総選挙 | 1993年07月18日 | 39   | 旧岡山県第1区 | 自由民主党 | 8万6532票  | 17.09% | 5    | 2/8                | /                            |
| 当   | 第41回衆議院議員総選挙 | 1996年10月20日 | 42   | 岡山県第1区   | 自由民主党 | 11万6639票 | 61.06% | 1    | 1/3                | /                            |
| 当   | 第42回衆議院議員総選挙 | 2000年06月25日 | 46   | 岡山県第1区   | 自由民主党 | 10万5253票 | 57.32% | 1    | 1/3                | /                            |
| 当   | 第43回衆議院議員総選挙 | 2003年11月09日 | 49   | 岡山県第1区   | 自由民主党 | 10万2318票 | 57.57% | 1    | 1/3                | /                            |
| 当   | 第44回衆議院議員総選挙 | 2005年09月11日 | 51   | 岡山県第1区   | 自由民主党 | 12万7294票 | 60.82% | 1    | 1/4                | /                            |
| 当   | 第45回衆議院議員総選挙 | 2009年08月30日 | 55   | 岡山県第1区   | 自由民主党 | 11万345票  | 48.29% | 1    | 1/4                | /                            |
| 当   | 第46回衆議院議員総選挙 | 2012年12月16日 | 58   | 岡山県第1区   | 自由民主党 | 10万960票  | 56.29% | 1    | 1/5                | /                            |
| 当   | 第47回衆議院議員総選挙 | 2014年12月14日 | 60   | 岡山県第1区   | 自由民主党 | 9万59票    | 55.83% | 1    | 1/3                | /                            |
| 当   | 第48回衆議院議員総選挙 | 2017年10月22日 | 63   | 岡山県第1区   | 自由民主党 | 8万7272票  | 52.71% | 1    | 1/3                | /                            |
| 当   | 第49回衆議院議員総選挙 | 2021年10月31日 | 67   | 岡山県第1区   | 自由民主党 | 9万939票   | 54.97% | 1    | 1/3                | /                            |
| 当   | 第50回衆議院議員総選挙 | 2024年10月27日 | 70   | 岡山県第1区   | 自由民主党 | 6万7710票  | 41.98% | 1    | 1/5                | /                            |

## 所属団体・議員連盟
- 自民党たばこ議員連盟[51]
- 世界平和国会議員連合
- 時代に適した風営法を求める議員連盟
- 北京オリンピックを支援する議員の会（副幹事長）
- みんなで靖国神社に参拝する国会議員の会（副会長）
- 日本会議国会議員懇談会
- 神道政治連盟国会議員懇談会
- 親学推進議員連盟
- 例外的に夫婦の別姓を実現させる会
- ボーイスカウト振興国会議員連盟(会長)
- 日本の印章制度・文化を守る議員連盟（顧問）[52]
- 日韓議員連盟（副会長）[53]
- 自由民主党オートバイ議員連盟（会長）
- 自由民主党バス議員連盟（会長）
- 実践倫理宏正会
- 崇教真光